# Postman
Pour les articles homonymes, voir Le Facteur et Postman (logiciel).
Pour plus de détails, voir Fiche technique et Distribution.
Postman (The Postman), ou Le Facteur au Québec, est un film américain de et avec Kevin Costner, sorti en 1997. Il est adapté du roman éponyme de David Brin, publié en 1985.

## Synopsis
En 2013, le monde est dévasté à la suite de la Troisième Guerre mondiale de 1997, qui a vu l'émergence d'un mouvement totalitaire mené par Nathan Holn, le Mouvement Holniste, les rares survivants vivent comme ils peuvent sur les restes de la civilisation disparue. Le général auto-proclamé Bethlehem à la tête de l'Armée Holniste a imposé son pouvoir tyrannique par la violence. C'est alors qu'un voyageur solitaire — qui a endossé un uniforme du United States Postal Service à l'origine pour pouvoir manger en se faisant passer pour un facteur des États-Unis Restaurés — va initier un mouvement d'espoir au travers des « Courriers », membres du nouveau service postal, qui vont finalement s'opposer à la tyrannie holniste.

### Chronologie de l'univers dePostman
- 1973 : Naissance du facteur
- 1997 : Début de la Troisième Guerre mondiale, montée en puissance de Nathan Holn et du mouvement holniste
- 1998-2001 : Hiver nucléaire consécutif à l'utilisation de telles armes.
- 2013 : Reprise graduelle du service postal en Oregon sous l'égide du gouvernement - factice - des États-Unis Restaurés d'Amérique. Au sud, proclamation de la République Restaurée de Californie.
- 2014 : Guerre entre holnistes et États-Unis restaurés, mort du général Bethlehem. Le Facteur devient de facto chef du clan holniste, qu'il dissout. Naissance de sa fille Espérance.
- 2043 : La société civile reprend ses droits. Le Facteur meurt cette année mais il est honoré par la construction d'une statue en sa mémoire à Saint-Rose, Oregon.

## Fiche technique
- Titre : The Postman
- Titre québécois : Le Facteur
- Titre original : The Postman
- Réalisation : Kevin Costner
- Scénario : Eric Roth et Brian Helgeland, d'après un roman de David Brin
- Musique : James Newton Howard
- Costumes : John Bloomfield
- Photographie : Stephen F. Windon
- Montage : Montage : Peter Boyle (II)
- Production : Steve Tisch, Kevin Costner, Jim Wilson
- Pays d’origine : États-Unis
- Langue originale : anglais
- Budget : 80 millions de dollars
- Format : couleur - 2,35:1 (Cinémascope) - DTS Stéreo - 35 mm
- Genre : science-fiction, aventure
- Durée : 180 minutes
- Dates de sortie :
  - États-Unis : 25 décembre 1997
  - France : 25 février 1998
- Classification :
  - États-Unis : R
  - France : tout public

## Distribution
- Kevin Costner (VF : Bernard Lanneau ; VQ : Marc Bellier) : le Facteur
- Will Patton (VF : François Dunoyer ; VQ : Jean-Luc Montminy) : le général Bethlehem
- Larenz Tate (VF : Lucien Jean-Baptiste ; VQ : François Sasseville) : John Stephens / Ford Lincoln Mercury
- Olivia Williams (VF : Julie Dumas ; VQ : Geneviève De Rocray) : Abby
- James Russo (VF : Sylvain Lemarié ; VQ : Mario Desmarais) : Idaho
- Daniel von Bargen (VF : Mario Santini ; VQ : Vincent Davy) : le shérif Briscoe, de Pineview
- Tom Petty (VF : Patrick Laplace) : le maire de Bridge City (une version d'un futur alternatif de lui-même)
- Scott Bairstow (VQ : Gilbert Lachance) : Luke
- Giovanni Ribisi (VQ : Benoît Éthier) : Bandit 20
- Roberta Maxwell (VQ : Béatrice Picard) : Irene March
- Joe Santos : le colonel Getty
- Ron McLarty (VQ : Jean Brousseau) : le vieux George
- Peggy Lipton : Ellen March
- Anthony Wilson : Woody Brian
- Todd Allen : Gibbs
- Rex Linn (VF : Mathieu Buscatto) : Mercer
- Shawn Hatosy (VQ : Sébastien Ventura) : Billy
- Ryan Hurst (VQ : Patrice Dubois) : Eddie Mach
- Charles Esten (VF : Didier Cherbuy) : Michael
- Mary Stuart Masterson (VF : Brigitte Berges) : Espérance

## Accueil

### Accueil critique
The Postman a reçu des critiques très négatives avec 8 % de critiques positives sur Rotten Tomatoes basé sur 36 critiques. Sur Metacritic, il obtient une note moyenne de 29⁄100 pour 14 critiques.
Télé Loisirs lui a accordé 1 étoile sur 4 avec comme critique « des séquences spectaculaires hélas noyées dans des longueurs », le New York Times parlant par exemple de « sentimentalisme contrefait » (bogus sentimentality) et de jingoïsme excessivement sensible (mawkish jingoism).
Sur sa page web de critiques cinématographiques, Roger Ebert a décrit The Postman comme « bienveillant » (« good-hearted ») et « absurde… et prétentieux » (« goofy… and pretentious »). Toutefois, il a également déclaré que le film est une parabole ratée, pour laquelle il dit que « le spectateur ne doit pas leur reprocher d'avoir essayé. »
Lors de leur show télévisé At the Movies, Gene Siskel et Roger Ebert donnent tous deux au film « deux pouces vers le bas » (« Two Thumbs Down » ), Siskel l'appelant même « Danse avec moi-même » (« Dances with Myself »), en référence à Danse avec les loups (Dances With Wolves) qui est le titre du film oscarisé de Kevin Costner) au sujet de la scène avec la statue de bronze.
C'est à l'occasion de ce film que Costner a obtenu le surnom de « The Boomer » : Will Patton, coacteur sur The Postman et qui avait déjà partagé la vedette avec lui en 1987 dans Sens unique, a inventé le terme en déclarant que Costner, plus que n'importe qui d'autre, a personnifié « le charme de gamin toujours souriant, d'âge mûr de la génération des baby-boomers. » Le nom est resté.[réf. nécessaire]

### Box-office
Le film est un des plus gros échecs au box-office : produit sur un budget estimé à 80 millions de dollars, il n'en a rapporté que 18.

## Distinctions
Le film a reçu cinq Razzie Awards dans les catégories « Pire film », « Pire acteur » (pour Kevin Costner), « Pire réalisateur », « Pire scénario » et « Pire bande originale », c'est-à-dire un prix pour chacune des catégories où il était nommé, ce qui représente un record puisque c'est la seule et unique fois que cela est arrivé dans l'histoire des Razzie.

## Analyse
Le film fait référence à l’histoire américaine, en particulier à la guerre de Sécession. Les « méchants », dirigés par le général Bethlehem, veulent faire disparaître jusqu'au souvenir de l'Union. En découvrant un drapeau américain hissé par le Postman, le général Bethlehem s'exclame : « Faites-moi brûler cette abomination ». Les « bons », derrière le Postman, veulent restaurer l'Union et l'État fédéral, en commençant par son service postal (service public le plus populaire aux États-Unis) puis la reconstitution d'une armée. À sa tête, le Postman galope en brandissant un drapeau américain, dont les bandes blanches portent l'inscription « États-Unis restaurés d'Amérique ».